# Історія Замбії

## Доколоніальна історія
Територія сучасної Замбії була заселена з найдавніших часів. В  районі  Каламбо  на  кордоні  з  Танзанією  знайдені  сліди  перебування  давніх  людей.  До  найдавніших  мешканців  Замбії  відносять   представників  боскопської  раси - за  антропологічним  типом  нагадували  бушменів, тільки крупніші  за  статурою. Найдавніші  стоянки  4-2 тис.  до н.е.  знайдені  біля  джерела  Гуішо  і  в  печері  Начікуфу (начікуфська культура).  Мешканці  цих  стоянок  займались  мисливством  і збиральством, рибальством,  почали  виготовляти  кераміку.  Кілька тисяч років тому там жили племена бушменів (полювальників і збирачів). Приблизно дві тисячі років тому територію Замбії заселили пришлі з півночі племена готтентотів (землеробство і скотарів), вони витиснули бушменів на південь.  Близько 1 ст. до н.е. - 1 ст. н.е.  до  бушменів  і  готентотів  прийшло  вміння  виробляти  залізні  вироби.
Потім, близько  4 ст.,   із Центральної Африки прийшли племена банту, що витіснили готтентотів. Банту займалися землеробством, скотарством, ковальством. Пізніше стали розробляти мідні рудники, торгувати з купцями узбережжя Індійського океану.
у  17-19  ст.  північно-західні області  Замбії  входили  до  складу  держави  Лунда.
У XVIII столітті утворилося раннєдержавне об'єднання —  Баротсе. Верховний правитель (мулена) і родова знать жили за рахунок використання праці общинників і рабів. Рабами були в основному полонені, захоплені в результаті набігів на сусідні племена.

## Європейське проникнення

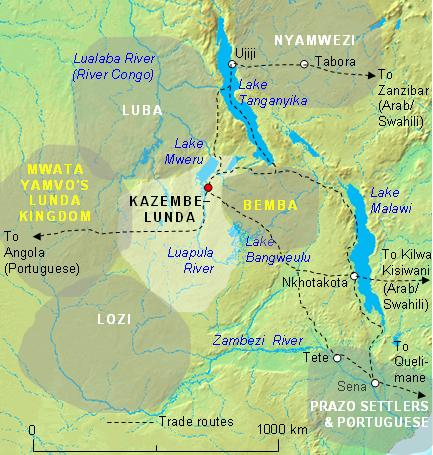
держави банту в першій половині 19 ст.

Перші європейці (португальські торговці) з'явилися на території сучасної Замбії в XVIII столітті. Вони (а також арабські купці) закуповували слонову кістку й мідь. В XIX століття цей регіон зацікавив Британію, Німеччину та Бельгію. Найбільших успіхів у Замбії досяглися британці. З 1891 року Баротселенд (нині це західна провінція Замбії) став британським протекторатом. У тому ж році Британія й Португалія підписали договір про розділ басейну ріки Замбезі.

## Колоніальна історія. Північна Родезія
Відкриття у цьоому регіоні наприкінці XIX століття найбагатших родовищ мідних і поліметалевих руд стимулювало проникнення до Замбії «Британської Південно-Африканський компанії» (БСАК), створеної Сесілем Родсом. Компанія стала розбудовувати тут гірничодобувну й мідну промисловість, будувати міста і залізниці.
Компанія одержала від британського уряду монопольне право на освоєння величезної території — від джерел Конго до Замбезі. В 1895 році території, де працювала БСАК, отримали назви Південної, Північно-Західної й Північно-Східної Родезії (слово, утворене від прізвища Родса) — дві останні були об'єднано в 1911 році у Північну Родезію. Лише у 1924 році  Північна Родезія отримала офіційний статус колонії британської корони та призначеного губернатора (зі збереженням протекторату Баротселенд).
У 1930-і колонія успішно розвивалася завдяки видобутку корисних копалин і імміграції білих поселенців, які засновували сільгоспферми.
У 1953 — 1963 роках Північна Родезія входила разом з Південною Родезією та Ньясалендом до федерації Родезії і Ньясаленду.
У 1963 Північна Родезия одержала конституцію і самоврядування. На початку 1964 проведені вибори Законодавчої ради, у яких перемогла радикальна партія ЮНІП під керівництвом Кеннета Каунди.

## Незалежна Замбія

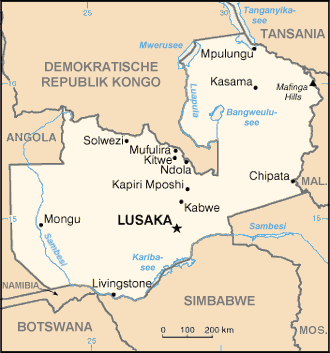
Замбія

24 жовтня 1964 країна одержала незалежність і ім'я — Республіка Замбія. Президентом став Кеннет Каунда.
У квітні 1967 Каунда проголосив свою концепцію «побудови замбійского гуманізму». У цій концепції відкидалася капіталістична форма економіки, замість якої впроваджувалося державне регулювання.
У листопаді 1968 Каунда розпустив парламент. З 1969 почався процес націоналізації, у першу чергу в ключовій галузі — мідній промисловості. У грудні 1972 в Замбії була введена однопартійна система правління. Був продовжений процес націоналізації в різних сферах господарства.
З початком побудови «замбійского гуманізму» почалися труднощі в житті країни — ріст споживчих цін, збільшення безробіття, дефіцит основних продуктів харчування. Незважаючи на заборону з 1970 страйків, кількість таких акцій протесту зростала.
Замбія, маючи найбільші природні ресурси, перетворилася в одну з найбідніших країн світу. У 1991 Кеннет Каунда дозволив провести вибори на багатопартійній основі. Ці вибори виграв Рух за багатопартійну демократію, і 2 листопада 1991 року Каунда втратив владу. Завершилася доба «побудови замбійського гуманізму».
Новим президентом Замбії став лідер Руху за багатопартійну демократію профспілковий діяч Фредерік Чилуба, який піддавав критиці політику Каунди. Він скасував централізоване керування економікою та державні субсидії і почав приватизацію націоналізованих раніше підприємств. Чилубі вдалося зберегти популярність і виграти президентські вибори 1996, однак вже за рік по тому незадоволення його політикою частини суспільства вилилося у спробу військового перевороту, в організації якого був обвинувачений Каунда. Після декількох років дії воєнного стану Чилуба провів нові президентські вибори.
2 січня 2002 новим президентом став Леві Патрік Мванаваса, так само представник Руху за багатопартійну демократію.
29 червня 2008 у зв'язку зі смертельною хворобою Мванаваси обов'язки президента почав виконувати віце-президент, представник ЮНІП, Рупія Банда. Після смерті Мванаваси 19 серпня 2008 року він виграв президентські вибори і став новим президентом Замбії.